# Platåbergens geopark

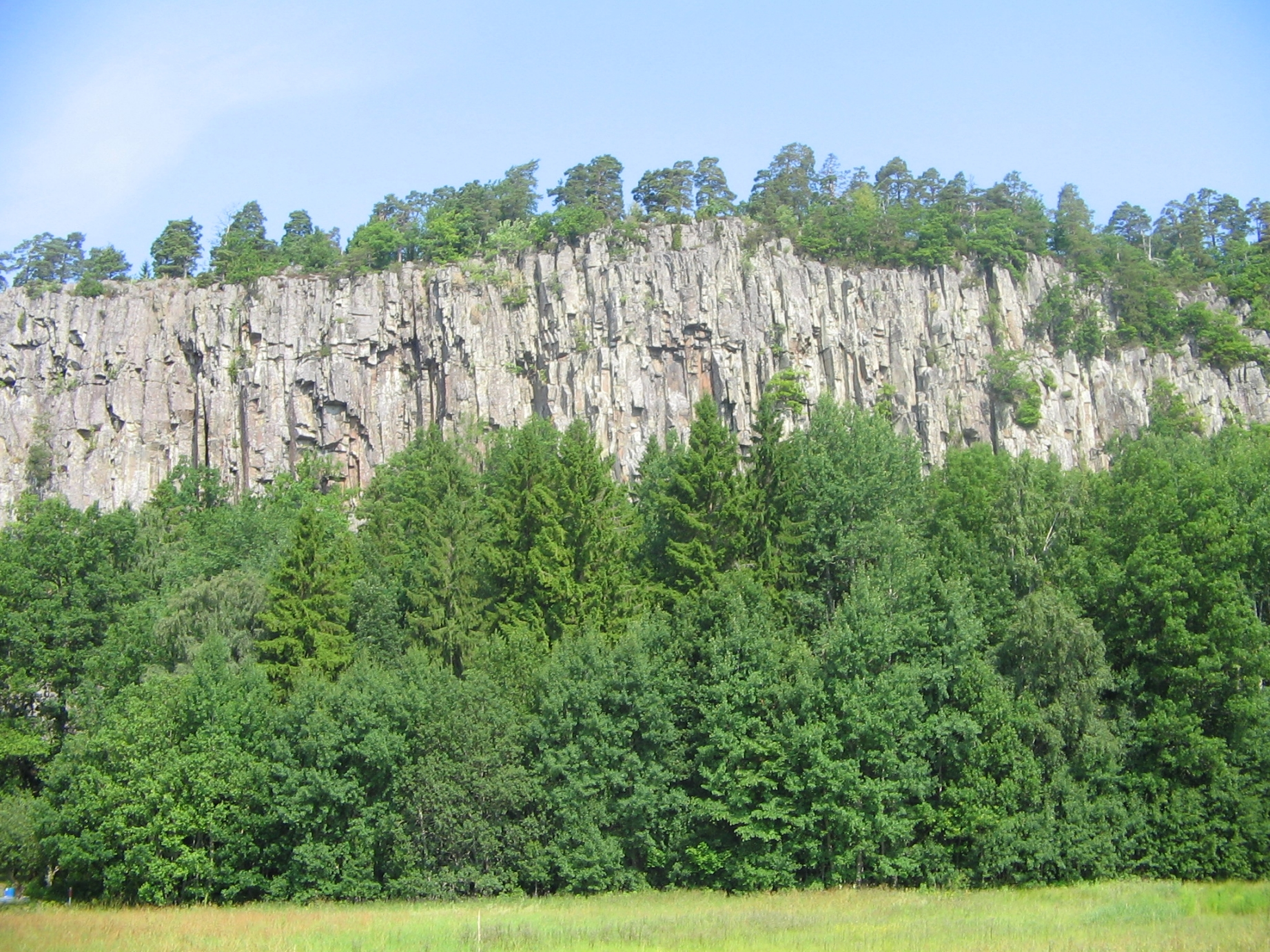
Halleberg.

Platåbergens geopark är en 3 690 kvadratkilometer stor geopark som sträcker sig över platåbergslandskapet i Västergötland. Som turistmål är den ett samarbete mellan de nio kommunerna Trollhättan, Vänersborg, Grästorp, Lidköping, Götene, Mariestad, Skara, Skövde och Falköping.

## Västergötlands platåberg
Huvudartikel: Västgötabergen
Av Västergötlands 15 platåberg ligger 14 inom geoparkens gränser. Dessa är Halleberg, Hunneberg, Kinnekulle, Lugnåsberget, Billingen, Mösseberg, Ålleberg, Brunnhemsberget, Tovaberget, Myggeberget, Borgundberget, Plantaberget, Gerumsberget och Varvsberget. Gisseberget är det platåberg som ligger utanför geoparkens gränser.
Platåbergens Geopark utsågs som geopark 2022 av Unesco.
Det subkambriska peneplanet som utgör Västgötaslätten är rester av en bergskedja från för 1.700 miljoner år sedan, vilken har eroderats ned. På ett fåtal platser ligger den plana urbergsytan i dagen. Platåbergen är uppbyggda av olika lager av bergarter: urberg (granit och gnejs), sandsten, alunskiffer, kalksten, letskiffer och diabas. Den hårda diabasen på toppen har bevarat berget för erosion.